# 暗黒の恐怖

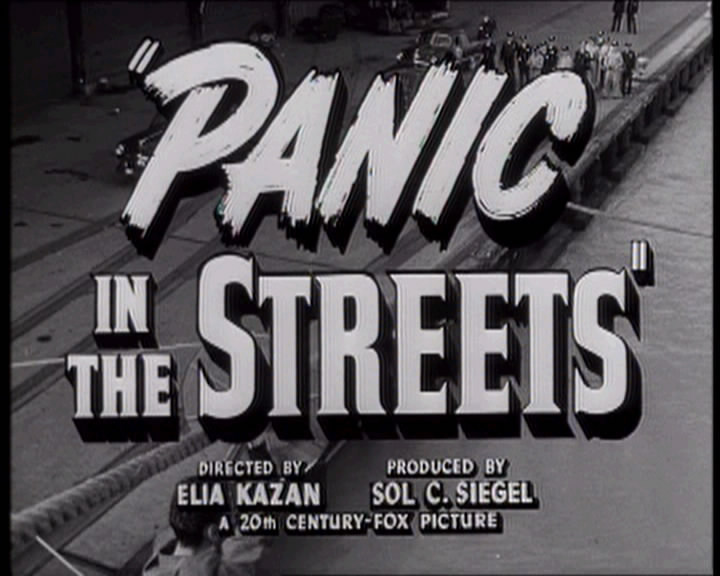
予告編から

『暗黒の恐怖』（あんこくのきょうふ、原題：Panic in the Streets）は、1950年に公開されたエリア・カザン監督作のアメリカ映画。
本作は第23回アカデミー賞で、原案賞を受賞した。また、俳優ジャック・パランスの映画デビュー作である。

## キャスト
| 役名                 | 俳優                            | 日本語吹替                                              |
| 役名                 | 俳優                            | NET版                                                   |
| -------------------- | ------------------------------- | ------------------------------------------------------- |
| リード               | リチャード・ウィドマーク        | 大塚周夫                                                |
| ワレン               | ポール・ダグラス                | 真木恭介                                                |
| ナンシー             | バーバラ・ベル・ゲデス          | 山崎左度子                                              |
| ブラッキー           | ジャック・パランス              | 納谷悟朗                                                |
| フィッチ             | ゼロ・モステル                  | 滝口順平                                                |
| ネフ                 | ダン・リス                      | 宮内幸平                                                |
| ビンス               | トミー・クック                  | 森直也                                                  |
| 以下はノンクレジット |                                 |                                                         |
| マッキー             | ビバリー・C・ブラウン           | 八奈見乗児                                              |
| コチャック           | ルイス・チャールズ              | 杉田俊也                                                |
| スコット             | ハーマン・コットマン            | 勝田久                                                  |
| クレベー             | ジョージ・エーミグ              | 緑川稔                                                  |
| 市長                 | H・ウォーラー・フォウラー・Jr． | 家弓家正                                                |
| バイオレット         | ダーウィン・グリーンフィールド  | 浅井淑子                                                |
| ガフニー             | ポール・ホステトラー            | 仲木隆司                                                |
| ボークライド         | エミール・マイヤー              | 渡部猛                                                  |
| ジョン               | アレクシス・ミノティス          | 寺島幹夫                                                |
| ワイナント           | レックス・モード                | 仁内建之                                                |
| ベン                 | ウォルド・ピトキン              | 谷津勲                                                  |
| リー                 | ジョン・シレッキー              | 勝田久                                                  |
| リタ                 | アライン・スティーヴンス        | 中村紀子子                                              |
| アル                 | アル・セリオット                | 仁内建之                                                |
| ポルディ             | ガイ・トマジャン                | 石井敏郎                                                |
| ジョンストン         | アーヴィン・ヴィダコビッチ      | 松村彦次郎                                              |
| ピート               | ホアン・ヴィラサナ              | 槐柳二                                                  |
| パット               | パット・ウォルシー              | 松村彦次郎                                              |
| クイン               | ヴァル・ウィンター              | 大木民夫                                                |
| フェルプ             | レオ・ジンサー                  | 桑原たけし                                              |
| 不明 その他          | N/A                             | 中島喜美栄 高村章子 加藤修                              |
| 日本語版スタッフ     |                                 |                                                         |
| 演出                 | 演出                            | 小林守夫                                                |
| 翻訳                 | 翻訳                            | 木原たけし                                              |
| 効果                 | 効果                            | 藤田信夫 遠藤堯雄                                       |
| 調整                 | 調整                            | 前田仁信                                                |
| 制作                 | 制作                            | 東北新社                                                |
| 解説                 | 解説                            | 増田貴光                                                |
| 初回放送             | 初回放送                        | 1970年9月12日 『土曜映画劇場』 21:00-22:30 正味69分37秒 |